# SV DOSKO in het seizoen 1958/59
Het seizoen 1958/1959 was het vierde en laatste jaar in het bestaan van de Bergen op Zoomse betaaldvoetbalclub DOSKO. De club kwam uit in de Tweede divisie A en eindigde daarin op de 15e plaats. Tevens deed de club mee aan het toernooi om de KNVB beker, hierin werd in de eerste ronde verloren van Hulst (0–4). Aan het eind van het seizoen werd bekend dat de club terugkeerde naar het amateurvoetbal.

## Wedstrijdstatistieken

### Tweede divisie A
|       | Baronie | DHC   | DOSKO | EDO   | 't Gooi | Hilversum | LONGA | ONA   | UVS   | De Valk | Velox | Wilhelmina | Xerxes | Zeist |
| ----- | ------- | ----- | ----- | ----- | ------- | --------- | ----- | ----- | ----- | ------- | ----- | ---------- | ------ | ----- |
| Thuis | 1 – 0   | 1 – 4 | 1 – 1 | 0 – 1 | 0 – 1   | 1 – 1     | 5 – 1 | 3 – 2 | 4 – 1 | 1 – 1   | 4 – 5 | 3 – 3      | 1 – 1  | 3 – 2 |
| Uit   | 3 – 2   | 1 – 0 | 2 – 1 | 4 – 1 | 7 – 0   | 3 – 1     | 2 – 1 | 2 – 0 | 1 – 0 | 5 – 1   | 3 – 3 | 6 – 2      | 3 – 0  | 4 – 1 |

### KNVB beker
| 1e ronde                                            | Hulst                                    | 4 – 0 (1 – 0) | DOSKO |
| 1 januari 1959 Plaats: Hulst Gemeentelijk Sportpark | Honoré Neefs 30' Rob Moens 75', 77', 78' |               |       |

## Statistieken DOSKO 1958/1959

### Eindstand DOSKO in de Nederlandse Tweede divisie A 1958 / 1959
| Stand | Gespeeld | Gewonnen | Gelijk | Verloren | Punten | Doelpunten voor | Doelpunten tegen |
| ----- | -------- | -------- | ------ | -------- | ------ | --------------- | ---------------- |
| 15e   | 28       | 5        | 6      | 17       | 16     | 41              | 70               |

### Topscorers
| #      | Naam                | Goal |
| ------ | ------------------- | ---- |
| 1.     | Piet Vonk           | 8    |
| 2.     | Ferry Jansen        | 7    |
| 3.     | Gerard van Engelen  | 6    |
| 4.     | Wim Bennaars        | 5    |
| 5.     | Fred Hoed           | 3    |
| 5.     | Christ Machielsen   | 3    |
| 7.     | Cor Machielsen      | 2    |
| 7.     | Jan van de Watering | 2    |
| 9.     | Jan Bennaars        | 1    |
| 9.     | Gudofridus Kaan     | 1    |
| 9.     | Machielsen          | 1    |
| 9.     | Han Schuurbiers     | 1    |
| 9.     | Jan Schuurbiers     | 1    |
| Totaal | Totaal              | 41   |

| #      | Naam        | Goal |
| ------ | ----------- | ---- |
| –      | Geen speler | 0    |
| Totaal | Totaal      | 0    |